# Enrique Correa Aguirre
Enrique Correa Aguirre (Santa Marta, Magdalena, Colombia; 22 de noviembre de 1992) es un exfutbolista colombiano.

## Trayectoria
Enrique Correa se inició como jugador en las inferiores del Unión Magdalena haces unos años y en el 2011 por la confianza del profe Carlos Silva viendo (DT del Unión Magdalena) su buen desempeño y calidad de juego, empezó a tenerlo en cuenta en el equipo profesional, donde fue pieza clave en cada partido que jugó.

## Clubes
| Club            | País     | Año         |
| --------------- | -------- | ----------- |
| Unión Magdalena | Colombia | 2011 - 2017 |